# Jean Dauberval
Jean Bercher (soprannominato Dauberval o d'Auberval; Montpellier, 19 agosto 1742 – Tours, 14 febbraio 1806) è stato un ballerino e coreografo francese.
Studiò alla Scuola di balletto dell'Opéra de Paris, dove diventò primo ballerino nel 1763 e maître de ballet aggiunto nel 1771.
È l'autore del celebre balletto La Fille Mal Gardée, creato a Bordeaux nel 1789. Questo è il primo balletto che ha come soggetto la gente del popolo e non i nobili. È il balletto più antico tuttora rappresentato anche se la sua forma attuale è ben diversa da quella del Settecento. Le musiche di allora erano arie francesi del tempo, in seguito la musica fu riscritta e riadattata da Ferdinand Hérold per la versione di Jean-Pierre Aumer nel 1828.
Tra gli allievi più famosi di Dauberval troviamo: Charles Didelot, Jean-Pierre Aumer e Salvatore Viganò.
Molto influenzato da Noverre e dalle sue teorie sul ballet d'action, i suoi balletti raccontano la vita della gente comune e spesso trattano le situazioni sentimentali con umorismo. Tra le numerose opere da lui coreografate vi sono Le Déserteur, Psyché et l'Amour, Télémaque et Le Page inconstant (ispirato a Le nozze di Figaro di Beaumarchais). Sposò la ballerina Marie-Madeleine Crépé, soprannominata Mlle Théodore, donna sofisticata ed intellettuale, che diventò la sua musa ispiratrice.